# Zeng Gong

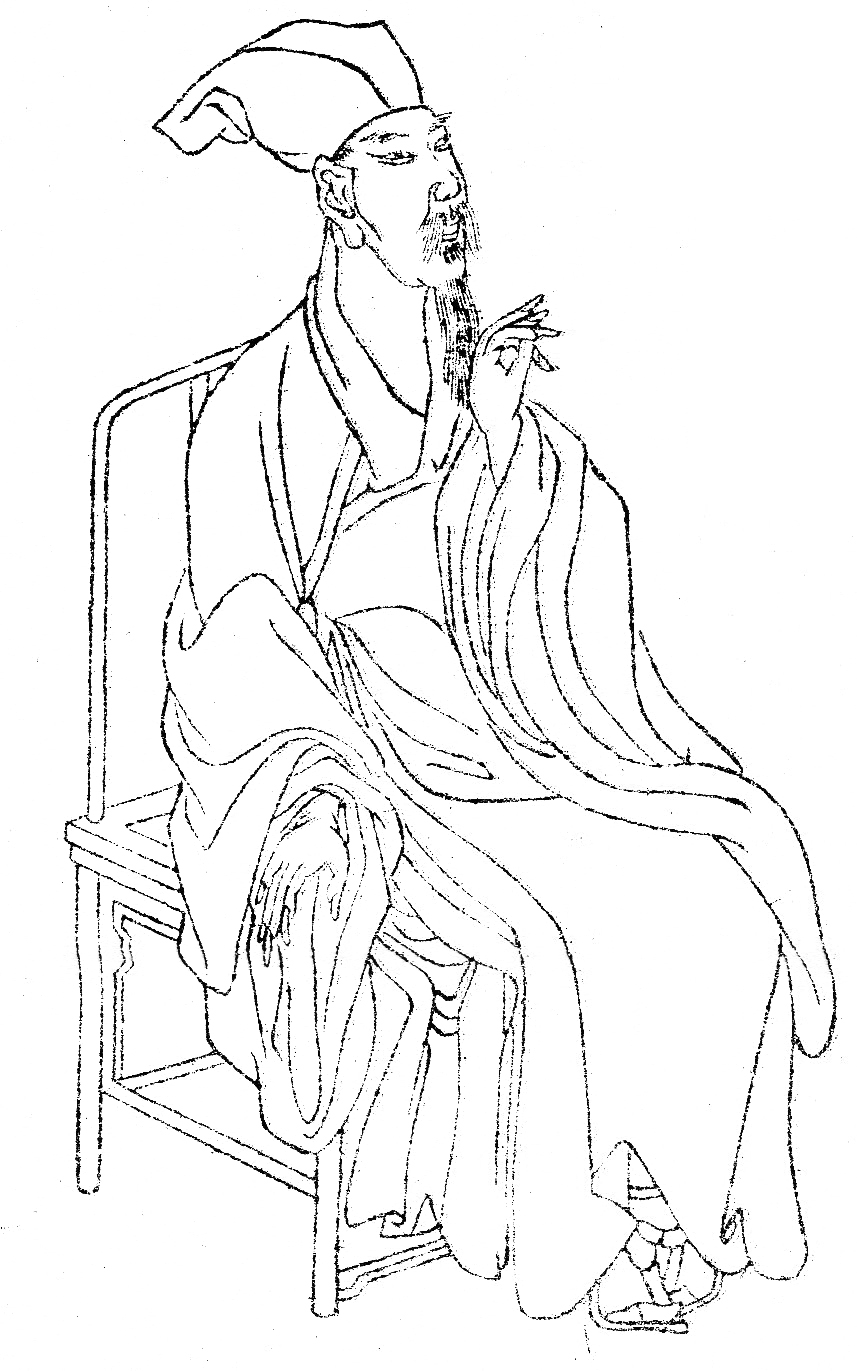
Zeng Gong, 曾鞏.

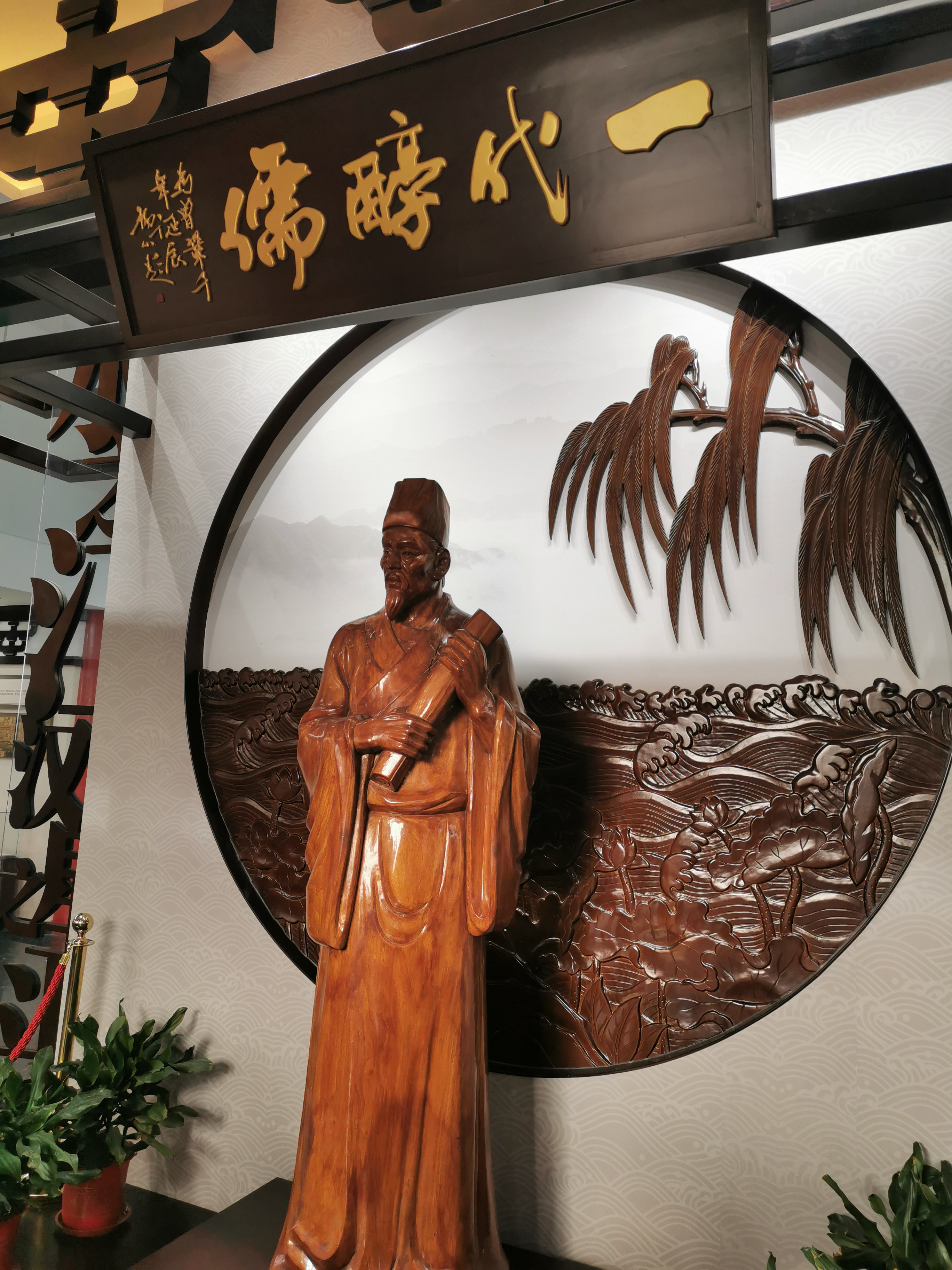

Zeng Gong (Nanfeng, 30 de septiembre  de 1019- Nankín, 30 de abril de 1083) (Chino: 曾鞏, Zigu 子固); fue un erudito e historiador de la Dinastía Song en China y uno de los defensores del Movimiento de la Nueva Prosa Clásica (新古文運動) y está considerado como el fundador de una de las ocho grandes escuelas del pensamiento de las Dinastías Tang y Song.

## Biografía
Zeng Gong nació en Nanfeng 南豐, Jianchang 建昌 (actual Nanfeng, provincia de Jiangxi). Se dice que escribió Liu lun 六論 cuando tan sólo tenía doce años. Después que el trabajo fuera elogiado por Ouyang Xiu, uno de los líderes intelectuales de la era, Zeng Gong se hizo ampliamente conocido entre los círculos literarios.
A la edad de 18 años, (en 1037) se mudó al condado de Yushan 玉山縣 (en el actual Jiangxi) para acompañar a su padre Zeng Yizhan 曾易占, que había sido nombrado magistrado. En Yushan, viajó ampliamente por su región interior y escribió su Xinzhou Yushan xiaoyan ji (遊信州玉山小岩記). El trabajo fue dividido en cinco secciones. La primera describe la geografía de Yushan, seguido de las secciones sobre las cuevas, rocas, etc. Las juveniles descripciones de Zeng muestran su vívida imaginación y su talento literario. A los 20 años, Zeng Gong viajó ampliamente por toda China, favorecido por el que sería el reformador Wang Anshi y posteriormente recomendándole para Ouyang Xiu.
En 1057, Zeng Gong alcanzó el grado de jinshi (中進) y designado a un puesto militar en las provincias. Al año siguiente, fue requerido a la capital y sirvió dentro del departamento de historia - coleccionando y redactando documentos. Desde 1069, fue designado sucesivamente como el dirigente de Qizhou 齊州, Xiangzhou 襄州, Hongzhou 洪州, Fuzhou 福州, Mingzhou 明州 y Bozhou 亳州. En 1080, en la ruta a un nuevo destino en Cangzhou (滄州), a Zeng se le concedió una audiencia con el emperador Shenzong. El Emperador quedó impresionado y permitió que Zeng permaneciera en la capital para trabajar en una historia del período de las Cinco Dinastías. Zeng Gong fue promocionado a ayudante del Maestro de Escribientes (中書舍人) en 1082. Murió al año siguiente en Jiangning 江寧. El nuevo monarca emperador Lizong le concedió el título póstumo de "Wending" (文定).
Zeng Gong escribió unos cuatrocientos poemas durante su vida, y muchos ensayos. Su estilo de escritura en prosa es más bien discursiva, antes que argumentativa. En términos de filosofía política, Zeng fue un firme seguidor de Ouyang Xiu. Por esta razón, su reputación como líder de una de las ocho grandes escuelas de filosofía ha sido ampliamente oscurecida por causa de su mentor. Entre los trabajos recopilados de Zeng Gong hay cincuenta capítulos de Yuanfeng lei gao (元豐類稿), cuarenta capítulos del Xu yuanfeng lei gao (續元豐類稿) y treinta capítulos del Longping ji (隆平集).